# Switched at Birth - Al posto tuo
Switched at Birth - Al posto tuo (Switched at Birth) è una serie televisiva statunitense in onda sul canale Freeform (precedentemente noto come ABC Family) dal 6 giugno 2011 all'11 aprile 2017 per cinque stagioni. 
È l'unica serie televisiva che trasmette in bilinguismo, ossia in lingua dei segni americana e in inglese americano. 
In Italia la serie è stata trasmessa sul canale Deejay TV dall'8 febbraio 2012 con le prime due stagioni, mentre dalla terza alla quarta è stata trasmessa da Rai 4.

## Trama
Due ragazze adolescenti scoprono casualmente di essere state scambiate alla nascita. Bay Kennish è cresciuta in una famiglia benestante, con due genitori sempre presenti e un fratello. Daphne Vasquez, che ha perso l'udito in giovane età a causa della meningite, è cresciuta invece con una madre single in un quartiere per famiglie di ceto medio-basso. La vita di ognuna prende una svolta inaspettata quando, dopo l'incontro, le rispettive famiglie decidono di imparare a vivere insieme per il bene delle ragazze.

## Personaggi e interpreti
- Daphne Vasquez, interpretata da Katie Leclerc, doppiata da Francesca Manicone.
 È la figlia biologica di John e Kathryn Kennish e figlia legale di Regina Vasquez. È nata il 22 ottobre dell'anno 1995. All'età di tre anni, per la meningite, Daphne perse l'udito; nel corso del tempo imparò a leggere il labiale e la lingua dei segni americana. Ha avuto una serie di fidanzati durante tutta la serie televisiva. come: Liam, Wilke, lo Chef Jeff, Travis, Jace, Jorge e Campbell.
- Bay Kennish, interpretata da Vanessa Marano, doppiata da Alessia Amendola. È la figlia biologica di Regina Vasquez e di Angelo Sorrento e figlia legale di John e Kathryn Kennish. Frequenta una serie di ragazzi compreso Liam (compagno di scuola alla Backner Hall), Ty (vecchio amico di Daphne), Emmett (migliore amico di Daphne, anche lui sordo), Alex (ragazzo conosciuto in vacanza alle Galápagos), Noah (compagno di scuola alla Carlton), e Tank (conosciuto al corso d'arte). Inizialmente frequenta la Backner Hall, scuola privata nelle vicinanze di Mission Hills. Ma poi decide di iscriversi alla Carlton, scuola per sordi. È un'artista di strada, infatti noterete numerose opere create da lei.
- Regina Vasquez, interpretata da Constance Marie, doppiata da Laura Boccanera. È la madre biologica di Bay Kennish. È sposata con Angelo Sorrento. Ma quest'ultimo, appena scopre di non essere il padre di Daphne scappa e non lascia più tracce. È una parrucchiera.
- John Kennish, interpretato da D. W. Moffett, doppiato da Antonio Sanna. È il padre biologico di Daphne e di Toby. Ex baseman dei Kansas City Royals. Proprietario di una catena di auto-lavaggi, diventerà poi un senatore.
- Kathryn Kennish, interpretata da Lea Thompson, doppiata da Roberta Paladini. Madre biologica di Daphne e di Toby. Donna di casa. Organizza raccolte fondi, successivamente scriverà un libro.
- Toby Kennish, interpretato da Lucas Grabeel, doppiato da Davide Perino. Fratello di Bay Kennish e Daphne. È appassionato di musica, infatti forma una band insieme ai suoi amici Wilke ed Emmett. Frequenta Simone Sinclair (ex migliore amica di Bay) per un periodo di tempo. Dopo il tradimento, conosce Nikki che diventerà poi sua moglie.
- Emmett Bledsoe, interpretato da Sean Berdy, doppiato da Dario De Rosa. È il migliore amico di Daphne e fidanzato di Bay. Si esprime unicamente attraverso la lingua dei segni americana, è un artista, ama fare fotografia.

## Episodi
| Stagione         | Episodi | Prima TV USA | Prima TV Italia |
| ---------------- | ------- | ------------ | --------------- |
| Prima stagione   | 30      | 2011-2012    | 2012-2013       |
| Seconda stagione | 21      | 2013         | 2013-2014       |
| Terza stagione   | 22      | 2014         | 2015-2016       |
| Quarta stagione  | 20      | 2015         | 2016            |
| Quinta stagione  | 10      | 2017         | inedita         |

## Produzione
Il 1º agosto 2011, ABC Family annunciò l'ordinazione di altri 20 episodi, oltre ai 10 in programma, portando la prima stagione della serie ad un totale di 30 episodi. La première invernale si ebbe il 3 gennaio 2012.
Lo show è supervisionato da un esperto di lingua dei segni americana, per fare in modo che gli attori che parlano l'ASL, american sign language, (Katie Leclerc, Sean Berdy, Constance Marie, Marlee Matlin e Ryan Lane) utilizzino un dialetto simile.
La serie è stata rinnovata anche per una terza stagione trasmessa, in USA, sempre su ABC Family a partire dal 13 gennaio 2014.
Il 13 agosto 2014, ABC Family annuncia la produzione della quarta stagione.
La showrunner Lizzy Weiss annuncia la produzione di una quinta stagione nel 2015 ed annuncia un cambio del network passando da ABC Family a Freeform che negli Stati Uniti andrà in onda nel 2016; in seguito la quinta è stata annunciata come ultima stagione.
Ad ottobre del 2016, l'esordio della quinta stagione venne fissato al 31 gennaio 2017.

### Editing audio
Le scene con personaggi sordi che comunicano tra di loro (principalmente Daphne ed Emmett) hanno un audio modificato per rimuovere tutti i rumori di fondo, tranne quelli ambientali, per fare in modo che gli spettatori possano focalizzarsi sulle emozioni e sulla lingua dei segni, fornendo inoltre un esempio di cosa significhi essere sordi.

### Ambientazione
La serie è ambientata a Kansas City, ma è stata girata a Los Angeles. Luoghi citati nello show includono anche Mission Hills, sobborgo di Kansas City, Riverside, il Kemper Museum of Contemporary Art e il Loose Park, entrambi a Kansas City.

### Promozione
Una settimana prima della première, ABC Family lanciò un gioco online, "Switched at Birth: Hunt for the Code". Bay, un'artista di graffiti, aveva lasciato la sua firma in 10 diversi siti e gli utenti dovevano cercare l'immagine e il codice di accompagnamento per sbloccare video inediti e cercare di vincere $4.000. Ogni giorno della settimana, ABCFamily.com postò due indizi relativi ad un sito web con l'immagine e istruì gli utenti su come scannerizzare il codice con un Microsoft Tag Reader per accedere ai contenuti speciali. In aggiunta, ogni codice aveva due lettere, parte di un codice da 10 cifre, da raccogliere e inserire per cercare di vincere.

## Accoglienza
La première della serie è, al 2011, il debutto più visto della rete ABC Family, per un totale di 3.3 milioni. Incluse le repliche notturne nello stesso giorno, la première ottenne circa 4.9 milioni di spettatori.

## Premi
- 2011 - Teen Choice Awards
  - Choice Breakout Star a Katie Leclerc
  - Nomination Choice Breakout Star a Sean Berdy
  - Nomination Choice Summer TV Show
  - Nomination Choice Summer TV Star: Male a Lucas Grabeel
  - Nomination Choice Summer TV Star: Female a Vanessa Marano
- 2011 - ALMA Award
  - Nomination Favorite TV Actress - Supporting Role a Constance Marie
- 2011 - Premio AFTRA's
- 2012 - Gracie Award
  - Outstanding Female Actor - Supporting Role in a Drama a Constance Marie
  - Outstanding Producer - Entertainment a Lizzy Weiss

## Curiosità
- Anche se non nello stesso episodio Vanessa Marano e Blair Redford hanno interpretato rispettivamente, Eden Gerick e Scott Scotty Grainger Jr, in Febbre d'amore.

- Nell'episodio Una festa pericolosa, Lucas Grabeel interprete di Toby Kennish suona due sue canzoni Sunshine e All I Want Is.